# Ропская волость
Ро́пская во́лость — владельческая территориальная единица в границах Топальской сотни Стародубского полка.
Центр — село Ропск (Старый Ропск), позднее местечко Новый Ропск.

## История и состав волости
Термин "Ропская волость" известен ещё с 1620 года, когда эти земли были отданы шляхтичу Салтану. В те времена центром волости было нынешнее село Старый Ропск. Тогда же, вероятно, был основан Новый Ропск, который в 1679 г. называется уже местечком, а следовательно — центр волости располагался уже в Новом Ропске. На тот момент в состав Ропской волости входили сёла: Старый Ропск, Карповичи, Сачковичи, Тимоновичи, Бровничи, Хоромное, Могилевцы.
После изгнания поляков, Ропской волостью завладел топальский сотник Михайло Рубец, за которым она была утверждена Брюховецким. Но 27 октября (6 ноября) 1679 г. Ропская волость у Рубца была отнята и присоединена к гетманским имениям, в числе коих состояла до смерти Апостола. Затем Ропская волость находилась в казённом ведомстве до 1741 г., когда она была пожалована Неплюеву; но в августе 1742 г. Ропская волость от Неплюева была отобрана и пожалована Алексею Разумовскому. От последнего Ропская волость по наследству перешла к Кириллу Разумовскому.
Из описи Ропской волости при отдаче её в 1745 г. Разумовскому, видно, что в Новом Ропске существовал "замок", обнесенный земляным валом; в этом замке находился "панский двор, огороженный заметом в столбы; ворота двойные резные, с калиткою; на них — летняя светлица с 11-ю окнами, покрытая гонтом".
Позднее в составе Ропской волости также упоминаются сёла Лобановка, Соловьёвка, Кропивна, Гетманская (Ропская) Буда, часть села Хотеевка, а также отдельно лежащая Струговская Буда.